# Hilton Berlin

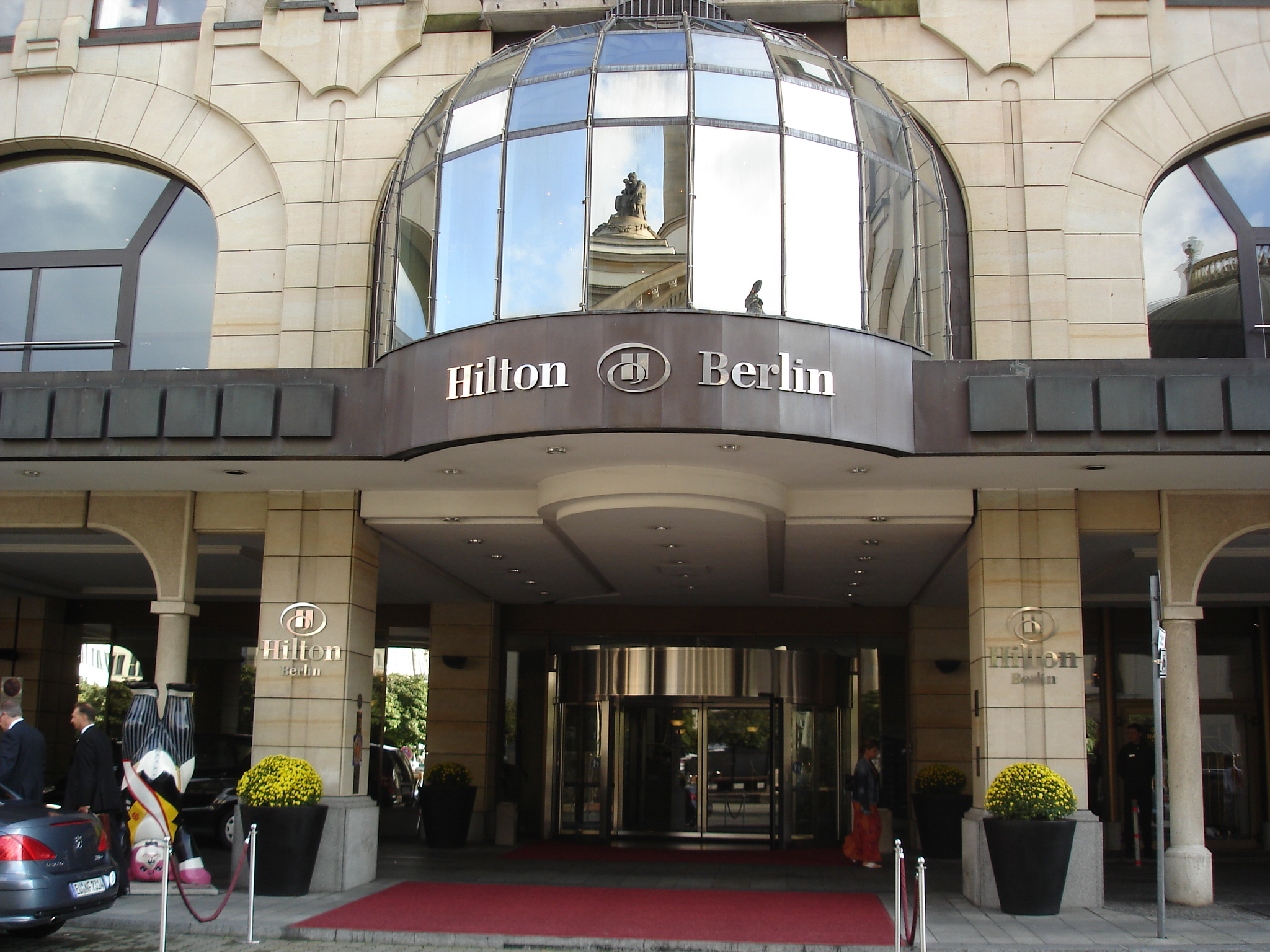
Eingang Hilton Berlin

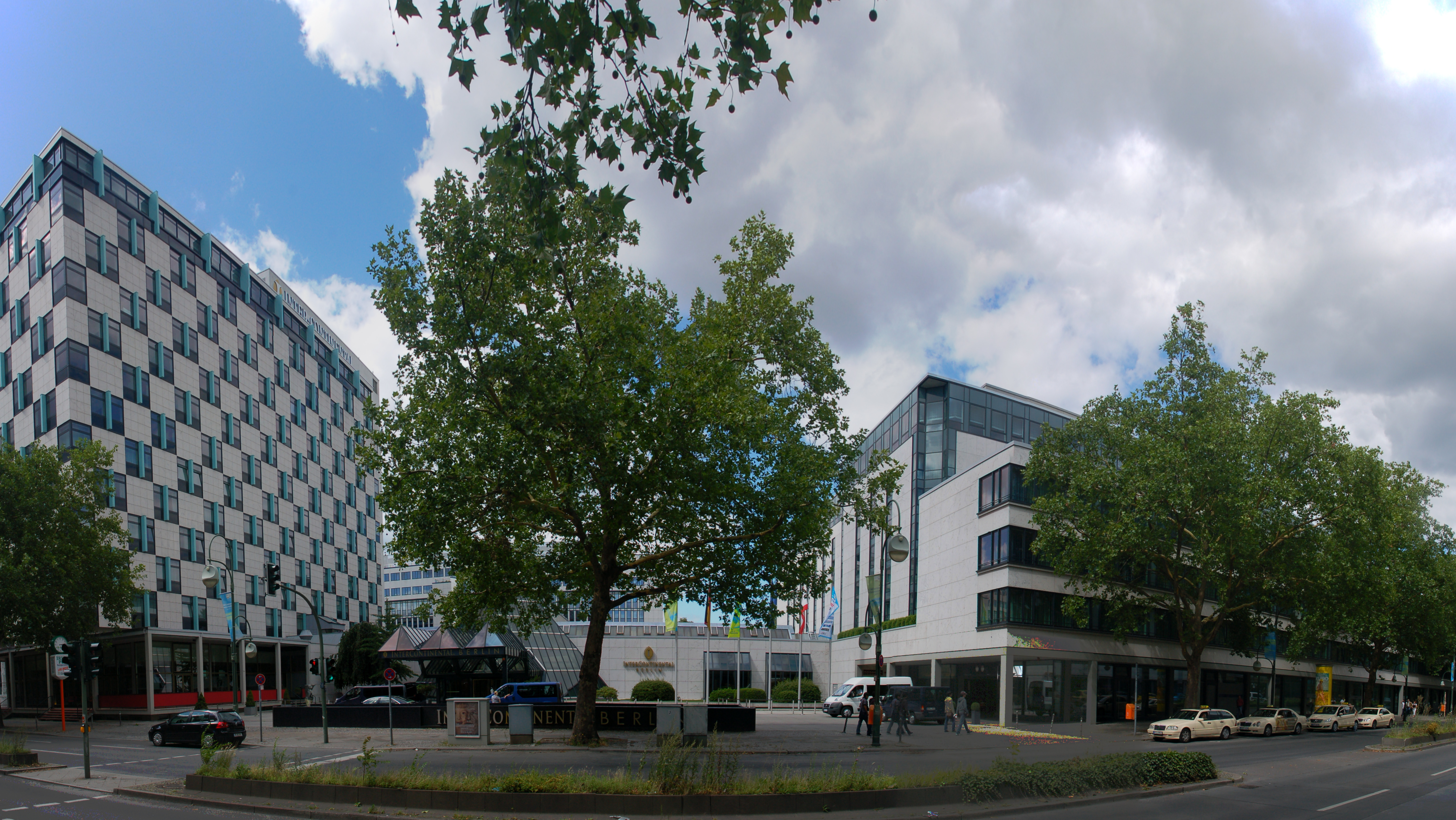
Das Hilton-Gebäude von 1958, seit 1978 InterContinental Berlin

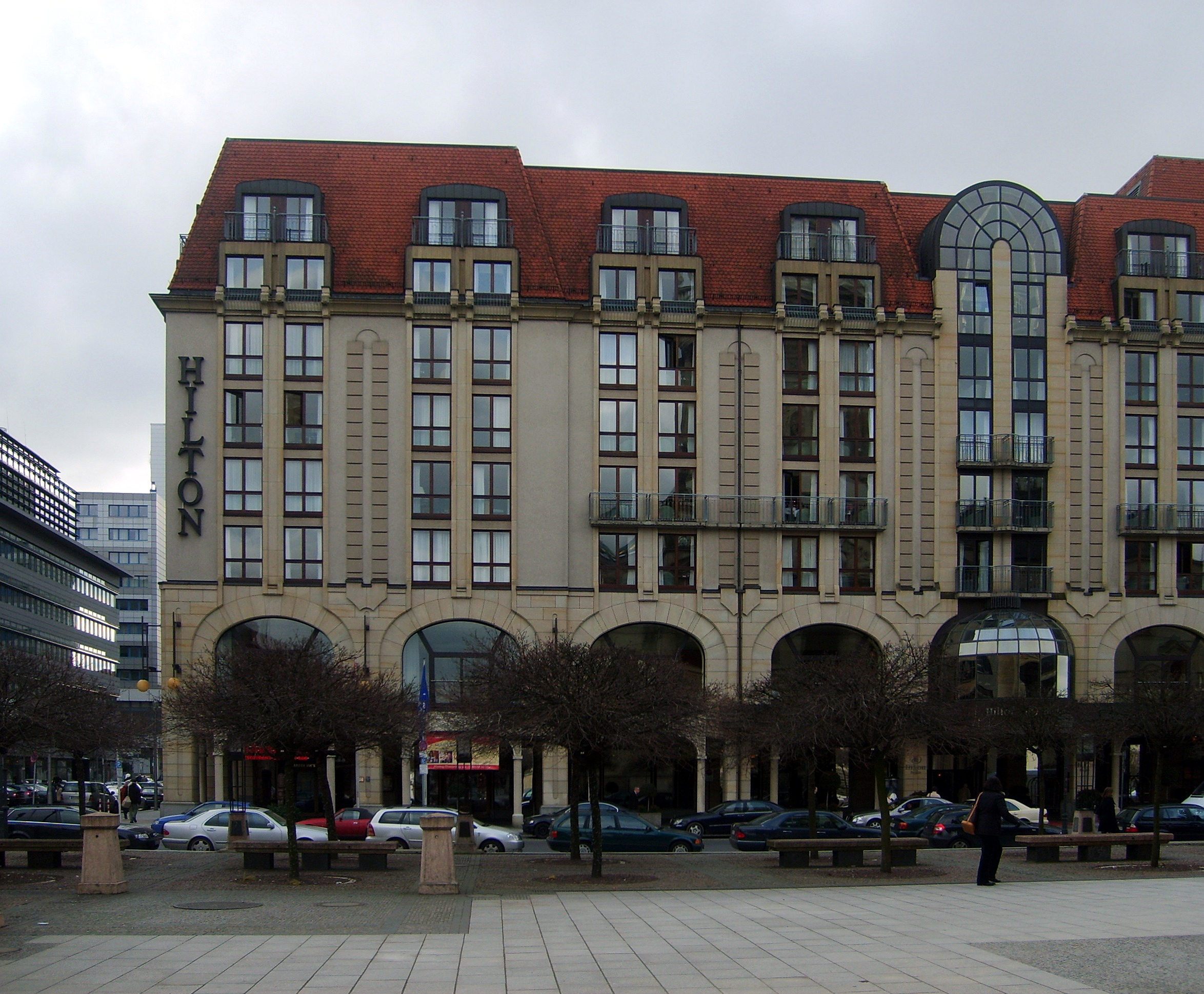
Hilton Berlin

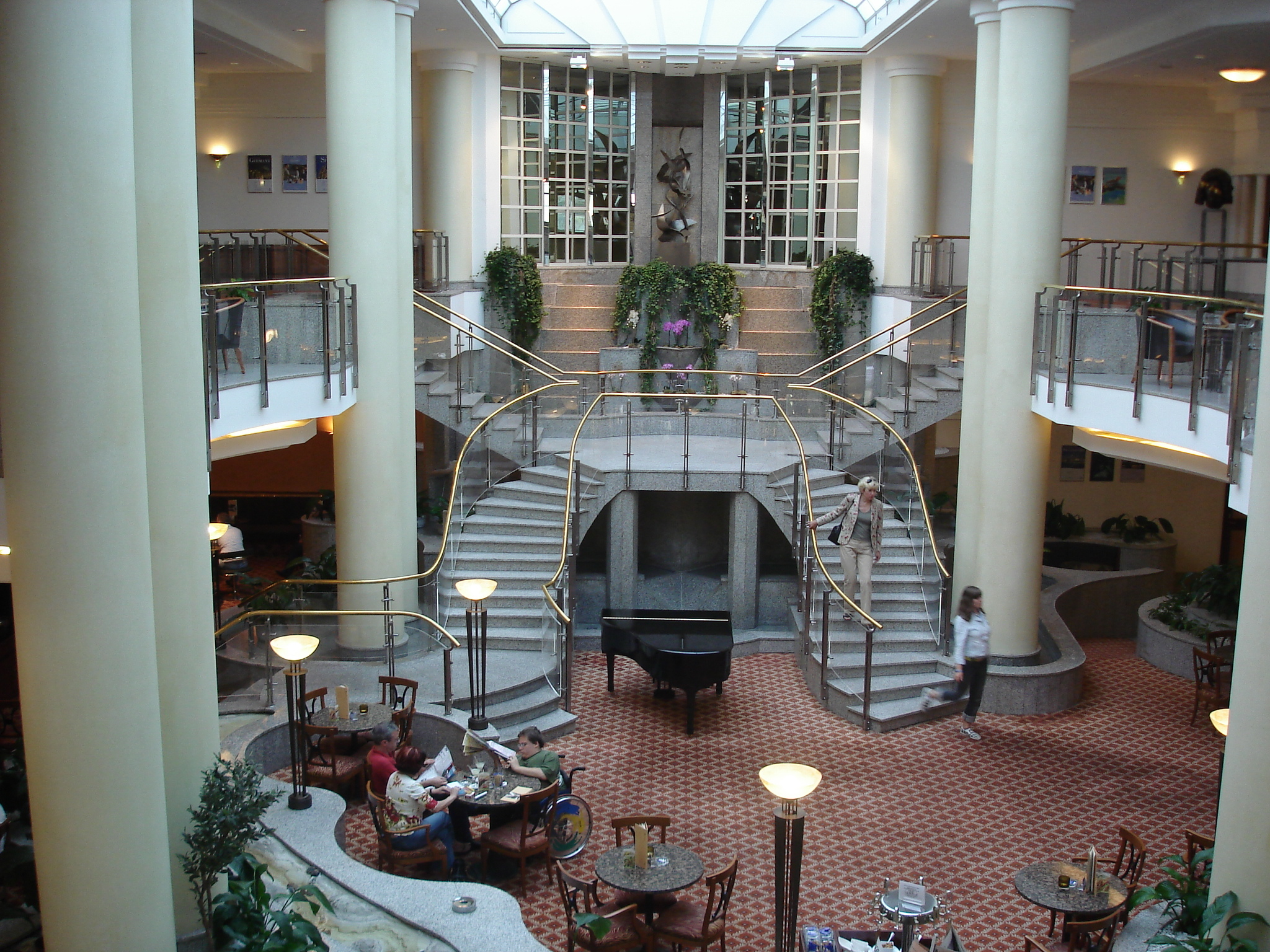
Foyer

Das Hilton Berlin  ist ein Luxushotel der Hilton Worldwide Gruppe in Berlin. Es ist Berlins größtes Fünf-Sterne-Hotel.

## Hotel
Das Hotel hat 601 Zimmer und Suiten, zwei Restaurants und eine Lobby Lounge. Der Wellnessbereich ist 800 m² groß. Es gibt 15 Veranstaltungsräume und einen 488 m² großen Ballsaal.
Das Hotel hat 250 Mitarbeiter und steht in der Mohrenstraße direkt am Gendarmenmarkt im Berliner Ortsteil Mitte.

## Geschichte
1958 wurde das erste Hilton in Berlin eröffnet, das 1978 verkauft und in InterContinental Berlin umbenannt wurde.
1989 begann die DDR-Hotelkette Interhotel mit dem heutigen Bau; im November 1990 wurde es als Domhotel eröffnet. 1991 kaufte Hilton den Bau, nachdem sich der Betreiber 13 Jahre aus Berlin zurückgezogen hatte. 2010 wurde das Hotel für 20 Millionen Euro renoviert.
Im Mai 2018 kaufte Aroundtown SA das Hilton-Hotel in Berlin für knapp 300 Mio. €.